# Roodborstsapspecht
De roodborstsapspecht (Sphyrapicus ruber) is een vogel uit de familie Picidae (spechten).

## Verspreiding en leefgebied
Deze soort komt voor in westelijk Noord-Amerika en telt twee ondersoorten:
- S. r. ruber: van zuidelijk Alaska tot westelijk Oregon.
- S. r. daggetti: de zuidwestelijke Verenigde Staten.

## Status
De grootte van de populatie is in 2016 geschat op 2,3 miljoen volwassen vogels. Op de Rode lijst van de IUCN heeft deze soort de status niet bedreigd.